# آدریانا بئار
آدریانا بِئار (پرتغالی: Adriana Behar) بازیکن سابق والیبال اهل برزیل است.
دو مدال نقره المپیک تابستانی ۲۰۰۰ و ۲۰۰۴ از افتخارات این بازیکن است.